# Педру Мануел Мендеш Рібейру
Педру Мануел Мендеш Рібейру (порт. Pedro Manuel Mendes Ribeiro, нар. 25 січня 1983, Паредеш) — португальський футболіст, що грав на позиції захисника.
Виступав, зокрема, за клуби «Порту» та «Пенафіел», а також молодіжну збірну Португалії.

## Клубна кар'єра
Народився 25 січня 1983 року в місті Паредеш. Вихованець футбольної школи клубу «Порту». З 2002 року виступав за резервну команду «Порту Б», в якій провів три сезони, взявши участь у 95 матчах чемпіонату.
У першій команді «Порту» закріпитись не зумів, зігравши лише один матч чемпіонату, через що здавався в оренду нижчоліговому клубу «Марку», а надалі грав у командах «Жіл Вісенте», «Трофенсі» та «Белененсеш».
У сезоні 2012/13 виступав за ангольський клуб «Рекреатіву ду Ліболу», з яким став чемпіоном Анголи.
2013 року уклав контракт з клубом «Пенафіел», у складі якого провів наступні чотири роки своєї кар'єри гравця. Більшість часу, проведеного у складі «Пенафіела», був основним гравцем захисту команди.
Завершив ігрову кар'єру у команді «Ребордоза», за яку виступав протягом 2017—2018 років.

## Виступи за збірні
2002 року дебютував у складі юнацької збірної Португалії (U-20), загалом на юнацькому рівні взяв участь у 13 іграх.
Протягом 2004—2006 років залучався до складу молодіжної збірної Португалії, з якою був учасником молодіжних чемпіонатів Європи 2004 та 2006 років, здобувши на першому з них бронзові нагороди. Всього на молодіжному рівні зіграв у 12 офіційних матчах.

## Титули і досягнення
- Володар Суперкубка Португалії (1):

«Порту»: 2004
- Чемпіон Анголи (1):

«Рекреатіву ду Ліболу»: 2012
- Володар Міжконтинентального кубка (1):

«Порту»: 2004
Збірні
- Юнацький чемпіон Європи (U-16) (1):

Португалія U-16: 2000